# 一宮市立小信中島小学校
一宮市立小信中島小学校（いちのみやしりつこのぶなかじましょうがっこう）は、愛知県一宮市にある公立小学校である。
2005年3月31日に旧尾西市が一宮市に編入されるまでは「尾西市立小信中島小学校」で、尾西市結成前は起町立であった。略称は、「小信」（このぶ）。
当小学校が所在する地名の小信中島は「このぶなかしま」と読むが、学校名は「このぶなかじましょうがっこう」が正式な読みである。

## 概要
一宮市の西部に位置している小学校であり、旧尾西市としては北西部に位置する。全校生徒は2017年4月時点で663名が在籍している。全校あわせて23学級ある。

## 所在地
- 愛知県一宮市小信中島字南平口59番地

## 通学区域
一宮市のホームページより。
- 開明字乾土
- 開明字杁先
- 開明字絹屋田
- 開明字洗心
- 開明字出屋敷
- 開明字樋西の一部
- 開明字西出の一部
- 開明字畑添の一部
- 小信中島（内、以下の一部を除く）
  - 小信中島字上郷西の一部
  - 小信中島字郷東の一部
  - 小信中島字仁井北
  - 小信中島字仁井西の一部
  - 小信中島字東鵯平の一部
- 三条字野間の一部
- 東五城字大平裏の一部
- 東五城字篭島の一部
- 東五城字若宮の一部

## 進学先中学校
- 一宮市立尾西第三中学校

## 近隣施設
- 一宮市立尾西第三中学校
- 一宮市立小信保育園